# Leighton (Iowa)
Leighton é uma cidade localizada no estado americano de Iowa, no Condado de Mahaska.

## Demografia
Segundo o censo americano de 2000, a sua população era de 153 habitantes.
Em 2006, foi estimada uma população de 168, um aumento de 15 (9.8%).

## Geografia
De acordo com o United States Census Bureau tem uma área de
0,2 km², dos quais 0,2 km² cobertos por terra e 0,0 km² cobertos por água. Leighton localiza-se a aproximadamente 244 m acima do nível do mar.

## Localidades na vizinhança
O diagrama seguinte representa as localidades num raio de 16 km ao redor de Leighton.